# Rafael Ball
Rafael Ball (* 10. Mai 1964 in Mainz) ist ein deutscher Bibliothekar.
Rafael Ball studierte die Fächer Biologie, Slawistik und Philosophie an den Universitäten Mainz, Warschau und Smolensk. 1994 wurde er am Institut für Allgemeine Botanik der Universität Mainz zum Dr. rer. nat. promoviert. 1994 bis 1996 besuchte er die Bibliotheksfachschule in Frankfurt am Main, sein Bibliotheksreferendariat absolvierte er an der Universitätsbibliothek Freiburg. 1996 bis 1998 war er Leiter der Benutzerservices in der Zentralbibliothek im Forschungszentrum Jülich, deren Leiter er ab 1998 war. Von 2008 bis 2015 war er Direktor der Universitätsbibliothek Regensburg. Er ist seit dem 1. März 2015 Leiter der ETH-Bibliothek Zürich. 
Bekannt ist er für seine Ideen zur Bibliothek der Zukunft, zur Wissenschaftskommunikation, Bibliometrie und zur heutigen Rolle des gedruckten Buches.
Er ist Chefredakteur der Zeitschrift B.I.T.online.

## Veröffentlichungen (Auswahl)
- Die Entwicklung der Vorstellungen von der Photosynthetischen Einheit und den Photosystemen im Spannungsfeld von Struktur und Funktion. Mainz 1994 (Dissertation)
- mit Aloysius Wild: Camill Montfort und sein Werk im Spannungsfeld von Ökologie und Physiologie. Frankfurt am Main: Palmengarten, 1994 (in: Palmarum Hortus Frankfortensis 4)
- Bibliometrische Analysen – Daten, Fakten und Methoden, Jülich: Forschungszentrum, Zentralbibliothek, 2005
- mit Maja Jokić: Qualität und Quantität wissenschaftlicher Veröffentlichungen: bibliometrische Aspekte der Wissenschaftskommunikation. Jülich: Forschungszentrum, Zentralbibliothek, 2006
- Was von Bibliotheken wirklich bleibt. Wiesbaden: Dinges & Frick, 2013
- Bibliometrie. Berlin: De Gruyter Saur, 2014
- Die pausenlose Gesellschaft. Stuttgart: Schattauer, 2014
- Bibliometrie im Zeitalter von Open und Big Data. Wiesbaden: Dinges & Frick, 2015
- mit Stefan Wiederkehr (als Hrsg.): Vernetztes Wissen. Online. Die Bibliothek als Managementaufgabe: Festschrift für Wolfram Neubauer zum 65. Geburtstag. Berlin: De Gruyter Saur, 2015. ISBN 978-3-11-044154-3
- An Introduction to Bibliometrics – New Development and Trends. Cambridge, MA, United States: Chandos Publishing, 2018
- (Hrsg.): Handbook bibliometrics. de Gruyter Saur, Berlin 2021, ISBN 978-3-11-064227-8.
- Wissenschaftskommunikation im Wandel – von Gutenberg bis Open Science. Wiesbaden: Springer, 2021
- Viren in allen Dimensionen. Wie ein Informationscode Viren, Software und Mikroorganismen steuert. Wiesbaden: Springer, 2021